# 외젠 부댕
외젠 부댕(프랑스어: [budɛ̃])는 프랑스의 풍경화 화가이다. 주로 바다와 관련된 작품을 많이 그렸다. 그의 작품은 샤를 보들레르에게 큰 칭송을 받았고, 장바티스트카미유 코로는 그를 '하늘의 왕'이라고 불렀다.

## 생애
옹플뢰르에서 항해사의 아들로 태어났다. 10살 때, 그는 기선에서 일을 했다. 1835년, 그의 가족은 르아브르로 이동했다. 그곳에서 외젠 부댕의 아버지는 사진술 사업을 하였다. 외젠 부댕도 역시 몇 년후, 그의 작은 가게를 차렸다. 아버지가 항해가 금지되었기 때문에, 부댕 역시 항해를 더 이상 하지 않았다. 부댕은 가게에서 여러 예술가들과 만나게 되었고, 콩스탕 트루아용, 밀레 등의 작품을 전시하기도 했었다. 당시 그는 장 밥티스트 이자베이와 토마스 쿠튀르를 만나 예술적 경험을 키우게 된다. 
22살 때 부댕은 본격적으로 미술을 시작했고, 파리와 플랑드르 지방을 여행하였다. 1850년 장학금을 받아 파리로 이주하였다. 그러나 노르망디 지방의 풍경을 그리고자 다시 돌아갔고, 1855년부터 브르타뉴 지방을 정기적으로 여행했다. 1857년~1858년경에는 친구였던 모네가 캐리커쳐를 포기하고 풍경화를 가르쳐 달라고 설득했다. 부댕은 모네에게 밝은 색조, 물의 조절 등을 알려주었다. 
1874년 부댕은 모네와 그의 젊은 친구들을 그의 첫번째 인상주의 전시회에 초대했다. 부댕의 높아져가는 명성은 1870년대 많은 곳을 찾게 만들었다. 벨기에, 네덜란드, 남부 프랑스들을 여행했고, 1892년에서 1895년에는 정기적으로 베네치아를 방문했다. 이 과정에서 네덜란드의 17세기 화가들로부터 지속적으로 많은 영향을 받았다. 한편 요한 용킨트를 포함한 많은 화가들에게 야외 사생을 권유하였다. 
이후 파리 살롱에서 계속 전시를 진행했고, 1881년 파리 살롱에서 3번째 메달과 1889년 만국박람회에서 금상을 받았다. 1892년 부댕은 레지옹 도뇌르 훈장을 만들었다. 지병으로 프랑스 남부로 다시 돌아오기도 했던 부댕은 1898년 자택이 있는 도빌에서 평소에 자주 그리던 영국 해협을 보면서 죽었다.

## 주요 작품

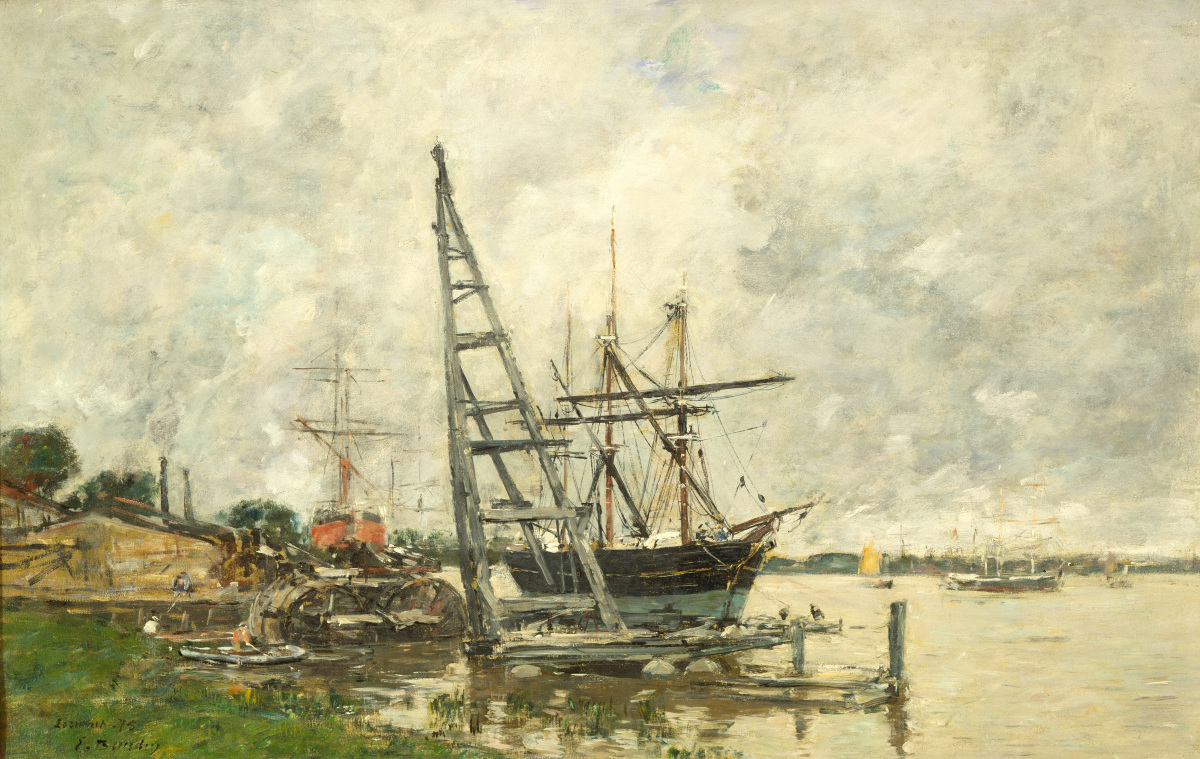
Harbor at Lormont
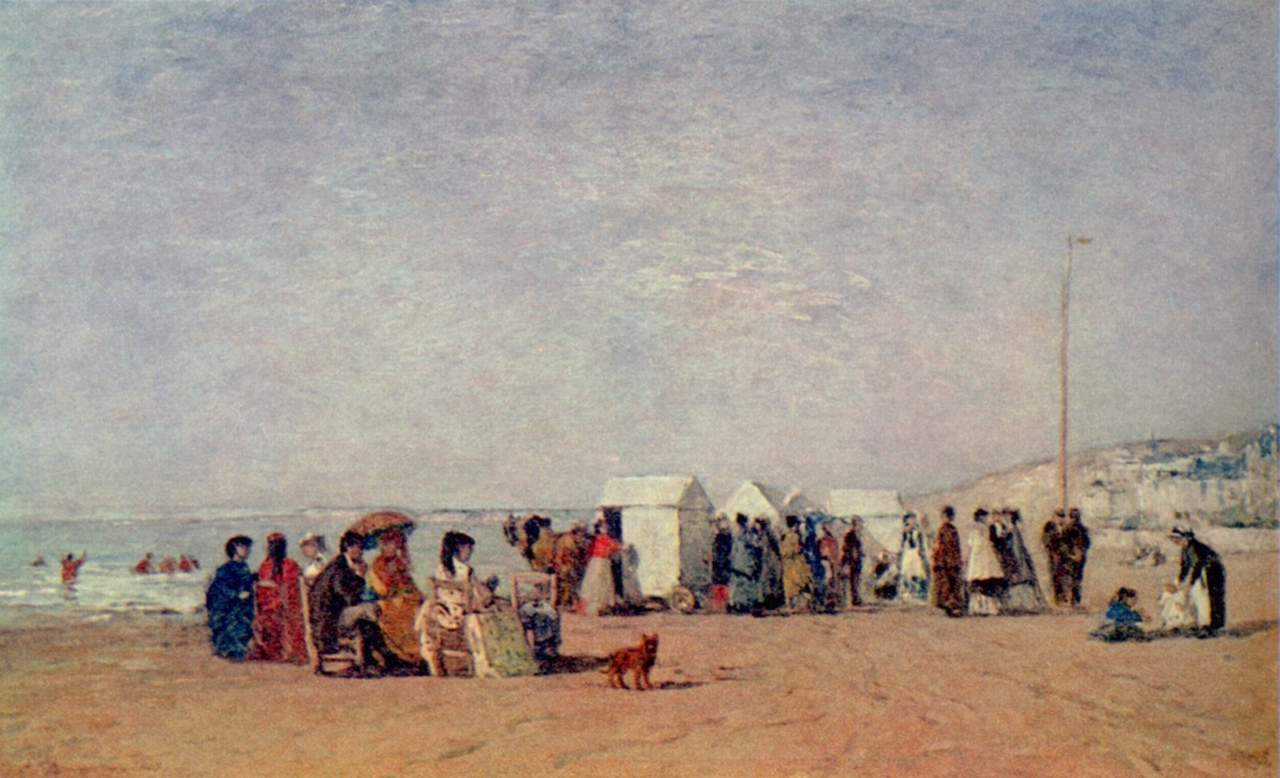
Shore of Trouville
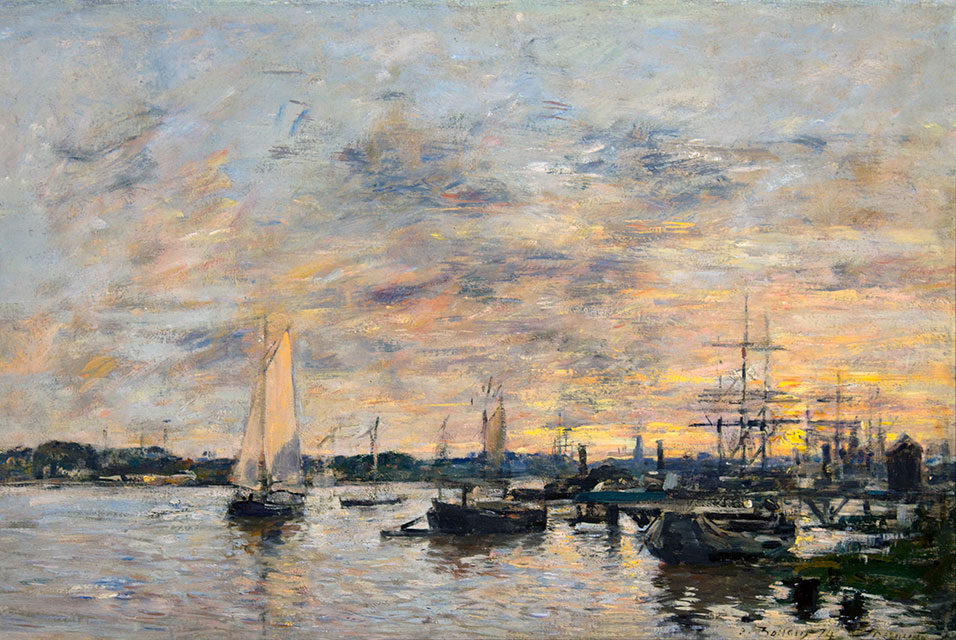
The Port of Bordeaux